# Oncopagurus gracilis
Oncopagurus gracilis är en kräftdjursart som först beskrevs av Henderson 1888.  Oncopagurus gracilis ingår i släktet Oncopagurus och familjen Parapaguridae. Inga underarter finns listade i Catalogue of Life.